# Comuna Illiceve, Sovietskîi
Illiceve (în ucraineană Іллічеве) este o comună în raionul Sovietskîi, Republica Autonomă Crimeea, Ucraina, formată din satele Deatlivka, Heorhievka, Illiceve (reședința), Nadejda, Ricine, Șahtîne și Vostocine.

## Demografie
Componența lingvistică a comunei Illiceve
     Rusă (67,76%)
     Tătară crimeeană (20,69%)
     Ucraineană (9,99%)
     Alte limbi (0,35%)
Conform recensământului din 2001, majoritatea populației comunei Illiceve era vorbitoare de rusă (67,76%), existând în minoritate și vorbitori de tătară crimeeană (20,69%) și ucraineană (9,99%).